# 六保祭
六保祭（ろっぽのまつり）は、石川県七尾市中島町で開催される大きくは2つの“寄り合い祭り”（大祭）の総称である。
毎年7月最終土曜に行われる奉燈（別称キリコ）祭りは「六保御涼祭；または六保納涼祭（ろっぽのおすずみ；または、ろっぽのうすずみ）」
毎年9月最終土曜に行われる枠旗（わくばた）祭りはそのまま「六保祭（ろっぽ）」と呼ばれる。
※各集落の産土[うぶすな]神社の祭礼（小祭り）と中世以来の由緒ある惣社を中心に各集落がより集う“寄り合い祭り”があり、狭義には小祭を含む。

## 概要
古くから豊田保六ヶ村の総社日吉神社を本社として、土川・豊田・豊田町・河崎・奥吉田・筆染の六保と崎山区の7末社から本社である日吉神社に寄合い行われる。岡見堂（オカンド）が渡御先となる。

### 六保のおすずみ祭り
稲穂が出そろう頃、鉦・太鼓・奉燈からなる行列が日吉神社に集い、おすずみ祭りがおこなわれる。
参入した奉燈が林立し、賑わいが最高潮となる中、社殿では神事が行われ五穀豊穣を祈願する。近年まで燈火はろうそくであったが現在はいずれも電球式である。最盛期には十五基を超える奉燈が参加したが現在は10基前後となっている。
江戸時代以降続く神事・祭事であり、夏場に多発した伝染病をしずめる『神頼み』が起源で、神様の『夕涼み』が転化したものともいわれているが、確たる文献が残っていないため、正確な由来は不詳。

### 六保祭
実りの秋を迎えると、1年間の五穀豊穣に感謝する全国でこの地域にしか見られない「枠旗祭り」が行われる。
現在は笠師祭、お熊甲祭り（国の重要無形民俗文化財）、新宮祭、白浜・深見の秋祭りと続く一連の枠旗行事のトリとなる。
各末社から猿田彦を先導として鉦・太鼓・お道具・神輿・十数メートルの深紅の大旗からなる行列を繰り出す。
一連の枠旗祭りの中で六保祭ならではの技として、枠旗の枠底に肩を入れて差し上げる物がある。近隣の祭礼「お熊甲祭り」ならではの見どころであった「島田くずし」も六保祭で希に見ることができる。

## 文化財指定
六保のおすずみ祭り　
- 七尾市（旧中島町）指定無形民俗文化財 指定日 1995年（平成7年）6月28日
- 日本遺産「灯り舞う半島 能登 〜熱狂のキリコ祭り〜」 指定日 2015年（平成27年）4月24日

六保祭の枠旗行事
- 七尾市（旧中島町）指定無形民俗文化財 指定日 1995年（平成7年）6月28日

## 祭礼の流れ
※ 2つの祭りはほぼ同様の進行だが違いを記号で示す。●:おすずみ祭り（7月キリコ） □:六保祭（9月枠旗）
- 7集落の末社を出立した祭り行列は、日吉神社前方で小休憩、整列したのちに、神社に参入。 ||

| 高張提灯●または社名旗、御道具□が先導し、その後に猿田彦・鉦・太鼓そして各末社神輿□奉燈●または枠旗□と続く。
- 順次境内に全行列が集結し、宮司による祝詞奏上、崇敬会長の玉串奉奠、来賓の奉奠を行う（●午後8時頃、□午後2時頃）
- 拝殿に全神輿が参入すると、本社で奉幣式に移り、若衆が鉦・太鼓を打ち鳴らし、それに合わせて猿田彦が境内いっぱいに乱舞する。（※□のみ）
- 境内で子供獅子舞奉納（※□のみ）
- 渡御に先立ち、奉燈●または枠旗□を両手で捧げ「イヤサカサー」の掛け声を上げ、参道を走る。
- 渡御先の「岡見堂（オカンド）」に向け各末社の行列を従え本社神輿が出発する。
- 岡見堂の中心に神輿が鎮座すると、神輿を中心に各末社の行列が時計回りに3週巡回する。
- 各末社へ解散

## 近年の状況
能登全体の問題ともなっている過疎高齢化の影響をより濃く受ける地域である。奉燈（キリコ）や枠旗は1基あたり30〜40人程度の担ぎ手を必要とするが、神社末社地区の世帯戸数がそれぞれ担ぎ手の数よりも減少を続けている。また、そのほとんどは高齢者である。奉燈、枠旗を出せないということが起こり始めている。
祭礼継続のための施策としては以下である。
- 祭礼の日はこれまで毎年おすずみ祭りは7月17日、六保祭は9月15日に行われてきたが、近年それぞれその月の最終土曜とした。
- 担ぎ手がいないことはどの地域も共通問題であり「結（エイ）」と呼ばれる地域ごとの協定により相互協力を行っている。
- 各末社の奉燈（キリコ）や枠旗の小型化。かつては地域の子供用であったものを担ぐ地域もある。
- 金沢大学のプロジェクトにより参加人数が増加した地区もあるがごく一時的であった。

※ 六保祭に関しては奉燈（キリコ）または枠旗の女性参加はほぼない。